# Phyciodes camillus
Phyciodes camillus är en fjärilsart som beskrevs av Edwards 1871. Phyciodes camillus ingår i släktet Phyciodes och familjen praktfjärilar. Inga underarter finns listade i Catalogue of Life.